# Damblainville
Damblainville – miejscowość i gmina we Francji, w regionie Normandia, w departamencie Calvados.
Według danych na rok 1990 gminę zamieszkiwały 193 osoby, a gęstość zaludnienia wynosiła 30 osób/km² (wśród 1815 gmin Dolnej Normandii Damblainville plasuje się na 693. miejscu pod względem liczby ludności, natomiast pod względem powierzchni na miejscu 767.).